# José Raúl Aveiro Lamas
José Raúl Aveiro Lamas   (Asunción, 18 de juliol de 1936 - 19 d'octubre de 2024) va ser unfutbolista paraguaià. Va formar part de l'equip paraguaià a la Copa del Món de 1958. Va jugà a diversos clubs valencians, com el València, Elx i Ontinyent, i al Constància mallorquí.